# Do sostenido menor
Do sostenido menor (abreviatura en sistema europeo Do♯m y en sistema americano C♯m) es la tonalidad que consiste en la escala menor de do sostenido, y contiene las notas do sostenido, re sostenido, mi, fa sostenido, sol sostenido, la, si y do sostenido. Su armadura contiene 4 sostenidos.
Su tonalidad relativa es mi mayor, y su tonalidad homónima es do sostenido mayor.
Las alteraciones para las versiones melódicas y armónicas son escritas si son necesarias.

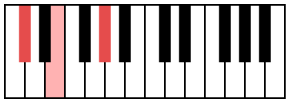
El acorde de triada (do sostenido menor): do♯, mi, sol♯.

## Usos
Solo hay dos sinfonías conocidas en el siglo XVIII escritas en esta tonalidad. Una es de Joseph Martin Kraus, pero parece que en esta tonalidad encontró dificultad, pues después la reescribió en do menor. Incluso en los dos siglos siguientes, las sinfonías en do sostenido menor son raras. Dos ejemplos notables son la Sinfonía n.º 5 de Gustav Mahler y la Sinfonía n.º 7 de Serguéi Prokófiev.
Desde el siglo XVIII hasta ahora, esta tonalidad se puede encontrar más en la literatura para piano. Domenico Scarlatti escribió solo dos sonatas para teclado en do sostenido menor, las K. 246 y K. 247. Pero después de la Sonata «Claro de luna», la tonalidad se hizo más frecuente en el repertorio. Beethoven volvió a usar esta tonalidad en su Cuarteto de cuerda n.º 14.
Una canción reconocida y contemporánea que usa esta escala es Crawling de la banda de nu-metal americana Linkin Park.
| Tonalidad   | 7 ♭       | 6 ♭        | 5 ♭       | 4 ♭       | 3 ♭       | 2 ♭       | 1 ♭      | 0        | 1 ♯       | 2 ♯      | 3 ♯       | 4 ♯       | 5 ♯        | 6 ♯       | 7 ♯       |
| Modo mayor: | do♭ mayor | sol♭ mayor | re♭ mayor | la♭ mayor | mi♭ mayor | si♭ mayor | fa mayor | do mayor | sol mayor | re mayor | la mayor  | mi mayor  | si mayor   | fa♯ mayor | do♯ mayor |
| Modo menor: | la♭ menor | mi♭ menor  | si♭ menor | fa menor  | do menor  | sol menor | re menor | la menor | mi menor  | si menor | fa♯ menor | do♯ menor | sol♯ menor | re♯ menor | la♯ menor |